# Une petite femme en or
Pour plus de détails, voir Fiche technique et Distribution.
Une petite femme en or est un film français réalisé par André Pellenc, sorti en 1933.

## Fiche technique
- Titre français : Une petite femme en or
- Réalisation : André Pellenc
- Scénario : Benjamin Lebreton
- Société de production : Compagnie Nationale du Film (CNF)
- Producteur : Pierre Chichério
- Pays d'origine :  France
- Format : Noir et blanc - Mono
- Genre : Comédie
- Durée : 45 minutes
- Date de sortie : 
  - France - 22 juin 1933

## Distribution
- Monique Bert
- Fernand René
- René Bernard
- Marcel Carpentier
- Marfa Dhervilly
- Anthony Gildès
- Marthe Mussine